# Nicole Brossard
Nicole Brossard   (Montreal, 27 de novembre de 1943), Orde del Canadà, és una poeta i novel·lista francocanadenca.
Viu a Outremont, un districte residencial de Mont-real, Canadà.

## Biografia
Escrigué la primera obra en 1965, Aube à la saison. El poemari L'Eco bouge marcà un trencament en l'evolució de la seua poesia que incloïa una participació oberta en esdeveniments culturals (com recitals de poesia). El 1975, participa en una reunió d'escriptors sobre dones, un punt que marca una funció d'activista en la lluita feminista i com a poeta: esdevé més personal en to i subjectivitat. Hi ha dos pols en la seua escriptura, estètic i polític: d'una banda el seu modernisme i avantguardisme i d'altra el vessant sensual i activista que mostra espectacles compromesos amb consciència feminista.
Brossard fundà un periòdic feminista, Les têtes de pioches, i escrigué l'obra Le nef des sorcières (1976). El 1982, funda l'editorial L'Intégrale éditrice.
Els arxius Nicole Brossard són al centre de Mont-real, a la Biblioteca i Arxiu Nacional del Quebec.